# Piotr Baryka
Piotr Baryka, född 1600, död 1675, var en polsk författare.
Baryka anges som upphovsman till en vid Vladislav IV:s kröning uppförd komedi Bonden som blev kung (Zchłopa król, tryckt 1637). Detta på ledig vers skrivna teaterstycke, som är fullt av mustiga vändningar, visar hur polska soldater som varit i kamp med Gustav II Adolf finner en drucken bonde, klär honom till kung och då han på nytt supit full, berövar honom hela härligheten. Motivet, som härstammar från Tusen och en natt är detsamma som i Holbergs Jeppe på berget.